# 李遙
李遙（？—？），字襄水，河南歸德府睢州人，清朝政治人物。

## 生平
順治十一年（1654年）甲午科河南鄉試舉人，十六年（1659年）己亥科進士。授彭澤縣知縣。當時勞役繁多，李遙於任內行均平之法。吳三桂的藩下人員販賣私鹽路經彭澤，被李遙逮捕，吳三桂出面干預，最後以鞭打一百結案，調當陽縣知縣，任內減免軍用煤稅，引疾致仕歸里。

## 著作
著有《學庸說注》、《易經註疏》、《春秋三傳鈔》。

## 家族
子李中，康熙四十一年河南鄉試解元，康熙四十八年進士，敘永廳同知。